# Coneuplecta
Coneuplecta är ett släkte av snäckor. Coneuplecta ingår i familjen Helicarionidae.
Kladogram enligt Catalogue of Life:
| Coneuplecta | \| \| Coneuplecta calculosa \| \| \| \| \| \| Coneuplecta microconus \| \| \| \| |
|             | \| \| Coneuplecta calculosa \| \| \| \| \| \| Coneuplecta microconus \| \| \| \| |
|             | Coneuplecta calculosa                                                            |
|             |                                                                                  |
|             | Coneuplecta microconus                                                           |
|             |                                                                                  |